# Pont de La Brillanne
Le pont de La Brillanne est un pont en pierre, permettant de franchir la Durance, sur les communes de La Brillanne et Oraison.
Long de 200 mètres, construit sur 7 immenses arches, le pont qui relie Oraison à la rive droite de la Durance contribua beaucoup au développement et à la prospérité de notre commune. Il fut inauguré le 29 avril 1888. Son inauguration fut marquée par de splendides fêtes auxquelles participa le Félibrige. 
Comme l'a dit Frédéric Mistral : « As beù Duranço faire éfrai - Per me coupa la routo leù sus lou pont té passaraï - Et tu passo dessouto. (Tu as beau, Durance couper la route pour me faire peur, moi sur le pont je passerai, et toi dessous tu passeras) ». 
Ce pont a eu droit, pour son centenaire, à des travaux de réfection qui l'ont encore embelli.